# Pal Joey
Pal Joey ist ein Musical mit der Musik von Richard Rodgers und Texten von Lorenz Hart. Das Buch stammt von John O’Hara nach seinen Kurzgeschichten, die Ende der 1930er Jahre in der Zeitschrift The New Yorker veröffentlicht wurden. George Abbott produzierte und leitete die Inszenierung. Vivienne Segal war in der Rolle der Vera Simpson zu sehen; Gene Kelly spielte als Joey seine erste Hauptrolle am Broadway. Die Uraufführung fand am 25. Dezember 1940 im Ethel Barrymore Theatre in New York statt.

Die britische Eröffnung war am 31. Oktober 1954 im Prince’s (heute: Shaftesbury) Theatre im Londoner West End.
Die deutschsprachige Erstaufführung fand am 21. Oktober 1980 am Theater Essen in einer Übersetzung von Horst Königstein statt.

## Inhalt
Ort und Zeit: Chicago in den späten 1930ern.
Pal Joey ist ein Aufschneider und sehr von sich eingenommen. Das muss er als Conférencier (Master of Ceremonies) im Nachtclub-Geschäft wohl sein. Sein Charme und sein gutes Aussehen helfen ihm zudem über die restlichen Charakterschwächen hinweg.
  Als eines Abends die reiche Vera Simpson im Club auftaucht, wittert er sofort das große Geld, serviert seine nette, aber arme Freundin Linda ab und macht sich an das teure Stück ran. Da rennt er offene Türen ein, denn die etwas ältere und verheiratete Vera ist ganz wild nach ihm und braucht offensichtlich ein Spielzeug.
Joey kommt nun mit Veras Geld groß raus; Bald gehören ihm eine neue Garderobe, ein neues Appartement und ein Nachtclub. Aber das Glück ist nicht von langer Dauer; Eine ehemalige Kumpanin, die Tänzerin Gladys und der zwielichtige Ludlow Lowell bringen Joey geschäftlich in ihre Abhängigkeit und planen Vera Simpson wegen ihres Liebhabers zu erpressen. Linda, die zufällig davon erfährt, warnt Vera, so dass der Plan misslingt.
Am Ende wird zur Abwechslung mal Joey abserviert und zwar von Vera, die sperrt auch gleich alle Konten, doch Joey hat schon wieder Pläne …

## Bekannte Musiknummern
- I Could Write a Book
- Zip
- Bewitched, Bothered and Bewildered

## Verfilmung
Die gleichnamige Verfilmung von 1957 von George Sidney mit Frank Sinatra, Rita Hayworth und Kim Novak basiert auf dem Musical. Siehe Pal Joey (Film).

## Auszeichnungen
Das Musical gewann 1952 drei Tony Awards.